# Arnaud de Lévézou
Arnaud de Lévezou (ou de Lévezon) (†30 septembre 1149) est un prélat qui, à titre d'évêque de Béziers (1096-1121), puis d'archevêque de Narbonne (1121-1149) et de légat pontifical (1129-1142), a joué un rôle important dans les affaires politiques et religieuses de la France méridionale au cours de la première moitié du XIIe siècle.

## Carrière ecclésiastique
Fils d'Acfred, seigneur de Lévézou en Rouergue et d'Arsinde, fille de Richard II, vicomte de Millau et de Rixinde de Narbonne, Arnaud naît au sein d'une famille féodale qui avait fortifié le Lévézou au XIe siècle. Sa carrière ecclésiastique bénéficia probablement de l'influence de son oncle maternel Richard de Millau, abbé de Saint-Victor de Marseille (1079-1106), archevêque de Narbonne (1106-1121), cardinal et de nombreuses fois légat pontifical en France et en Espagne,.
D'abord abbé de Saint-Jacques de Béziers (fin XIe siècle-début XIIe), Arnaud est élu évêque de Béziers en 1096 ou 1097. Il est consacré par l'archevêque Dalmace de Narbonne.
Après la mort de son oncle Richard de Millau, le 15 février 1121, Arnaud est élu le 16 avril suivant archevêque de Narbonne.
Vers 1128, le pape Honorius II l'institue légat permanent du Saint-Siège .

## Un partisan du comte de Toulouse
Arnaud de Lévezou est considéré par les historiens comme un partisan déterminé des comtes de Toulouse, notamment dans les luttes qui les opposent aux ducs d'Aquitaine et aux comtes de Barcelone tout au long du XIIe siècle.
En 1108, il accompagne peut-être le comte Bertrand de Toulouse en Terre sainte, venu y réclamer les conquêtes de son père Raymond de Saint-Gilles. On le retrouve du moins témoin en 1111 d'une donation de Bertrand, devenu comte de Tripoli au Saint-Sépulcre de Jérusalem.
En 1114, Guillaume IX d'Aquitaine, duc d'Aquitaine, au nom des droits de son épouse Philippa, s'empare de Toulouse, au détriment du jeune comte Alphonse. En 1119, lorsque les Toulousains se révoltent contre l'occupation poitevine, massacrent le châtelain du duc et reconnaissent Alphonse comme seigneur, celui-ci, retenu hors de la ville, en confie le gouvernement à Arnaud de Lévezou, alors évêque de Béziers. Ce dernier administre Toulouse au nom du comte jusqu'à son élection comme archevêque de Narbonne en 1121.

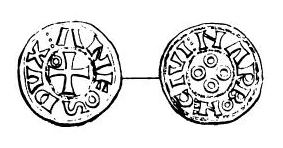
Denier d'argent frappé à Narbonne par le comte Alphonse durant son occupation de la ville.

Le 17 juillet 1134 est tué à la bataille de Fraga le vicomte Aymeri II, co-seigneur de Narbonne avec l'archevêque, parent et allié du comte de Barcelone, Raimond-Bérenger IV, rival du comte toulousain. Profitant de la minorité de l'héritière, la vicomtesse Ermengarde, le comte de Toulouse Alphonse Jourdain se rend maître de Narbonne vers 1139 avec l'appui de l'archevêque Arnaud. Pour mieux assurer sa domination sur le Narbonnais, Alphonse, opportunément « libéré » de son épouse Faydide d'Uzès, morte ou répudiée, songe à la fin de l'année 1142 à épouser Ermengarde, qui entre dans l'adolescence. Un contrat de mariage est rédigé, le 21 octobre 1142. Ce projet matrimonial, qui ferait passer de façon permanente la vicomté de Narbonne sous contrôle toulousain, menace de bouleverser l'équilibre politique régional. Du point de vue du comte de Barcelone Raimond Bérenger IV, « l'enjeu (...) était capital ; il en allait de la conservation des principautés barcelonaises dans le Midi ». Fin 1142, c'est donc avec l'appui barcelonais qu'une coalition de seigneurs méridionaux se réunit, sous la direction du chef de la famille Trencavel, Roger Ier, vicomte de Carcassonne, Albi et Razès, pour s'opposer aux projets du comte de Toulouse. Sur les conseils du comte de Barcelone, Ermengarde épouse Bernard d'Anduze, fidèle du vicomte Roger et cousin des seigneurs de Montpellier. 
Face à cette coalition, le comte Alphonse cherche à resserrer ses liens avec l'archevêque Arnaud en lui faisant don, le 12 décembre 1142, du château de Conilha dans la vicomté de Narbonne « en remerciement de l'affection et du servitium que, dès son plus jeune âge, il a souvent reçu du prélat ». Cependant, en 1143, le comte Alphonse, vaincu par ses ennemis et fait prisonnier, est contraint de lâcher prise. Selon le traité de paix qui lui est imposé par Roger, le comte de Toulouse s'engage à restituer Narbonne à Ermengarde.
Arnaud apporte aussi son soutien à Alphonse dans une autre affaire. En 1141, le seigneur de Montpellier Guilhem VI, allié inconditionnel du comte de Barcelone, est chassé de sa ville par les bourgeois révoltés qui aspirent au consulat. Le comte de Toulouse soutient cette sédition qui met ainsi l'un de ses ennemis en difficulté. Lorsque Guilhem rétablit son pouvoir à Montpellier fin 1143, certains membres de la famille de ses viguiers, les Aimoin, qui avaient fini par appuyer les révoltés et s'étaient fait complices d'Alphonse, sont contraints de fuir. C'est sur le territoire de l'archevêque Arnaud qu'ils trouvent refuge, ce qui vaut au prélat des reproches de la part du pape Célestin II.